# (5622) Percyjulian
(5622) Percyjulian est un astéroïde de la ceinture principale.

## Description
(5622) Percyjulian est un astéroïde de la ceinture principale. Il fut découvert le 14 octobre 1990 à l'Observatoire Palomar par Eleanor Francis Helin. Il présente une orbite caractérisée par un demi-grand axe de 2,804 UA, une excentricité de 0,17 et une inclinaison de 8,1° par rapport à l'écliptique.

## Compléments